# 행정소송법
행정소송법이란 행정소송절차를 통하여 행정청의 위법한 처분 그 밖에 공권력의 행사, 불행사 등으로 인한 국민의 권리 또는 이익의 침해를 구제하고, 공법상의 권리관계 또는 법적용에 관한 다툼을 적정하게 해결함을 목적으로 하여 제정된 법률이다.

## 판례

### 법률상 이익
- 관할 행정청이 A에 대하여 A 소유 건물의 4, 5층에 객실을 설비할 수 있도록 숙박업구조변경허가를 하였는데 그곳으로부터 700m 정도의 거리에서 여관을 경영하는 甲이 주거안녕과 생활환경 침해를 이유로 A에 대한 숙박업구조변경허가처분의 무효확인소송을 제기한 경우, 무효확인을 구할 소익이 없다.[1]
- 乙은 해임처분 취소소송 계속 중 임기가 만료되었으나 해임처분이 취소되면 해임처분일부터 임기만료일까지의 기간에 대하여 보수 지급을 구할 수 있는 경우, 해임처분의 취소를 구할 법률상 이익이 있다[2]

### 원고적격
- 폐기물처리시설 설치촉진 및 주변지역지원 등에 관한 법령 상 폐기물매립시설 부지경계선으로부터 2km 이내, 폐기물소각시설 부지경계선으로부터 300m 이내에 거주하는 주민으로 주민지원협의체를 구성하여 주변영향지역결정에 관해 협의하도록 정하고 있는 상황에서 그 구역 내 지역주민인 丙이 주변영향지역결정처분의 취소소송을 제기한 경우, 원고적격이 인정된다.[3]
- 丁이 영업정지처분을 받았고 그 정지기간이 지났으나 시행규칙의 형식으로 정한 처분기준에서 제재적 행정처분을 받은 것을 가중사유로 삼아 장래의 제재적 행정처분을 하도록 정하고 있고 이러한 시행규칙이 법령에 근거를 두고 있으며 가중된 제재처분을 받을 우려가 있는 상황에서, 정지기간이 이미 경과한 영업정지처분에 대하여 취소소송을 제기한 경우, 취소를 구할 법률상 이익이 있다.[4]

### 당사자소송

#### 당사자소송으로 다투어야 하는 경우
- 구 ｢소방공무원법｣상 지방소방공무원이 자신이 소속된 지방자치단체를 상대로 법령의 규정에 의하여 직접 그 존부나 범위가 정해진 초과근무수당의 지급을 청구하는 경우[5]
- ｢도시 및 주거환경정비법｣상 관리처분계획안에 대한 조합 총회결의의 효력을 다투려는 조합원이 관리처분계획 인가 전에 주택재건축정비사업조합을 상대로 소송을 제기하는 경우[6]
- 부가가치세 납세의무를 부담하는 사업자가 국가를 상대로 부가가치세 환급세액의 지급을 청구하는 경우[7]

#### 당사자소송으로 다투면 안되는 경우
- ｢민주화운동 관련자 명예회복 및 보상 등에 관한 법률｣상 보상금의 지급을 신청한 사람이 심의위원회의 보상금 지급에 관한 결정을 다투는 경우[8]
- 조세부과처분이 당연무효임을 전제로 하여 이미 납부한 세금의 반환을 청구하는 경우[9]

## 참고 문헌
- 김철용, 행정법 2(김철용)(제5판), 박영사.
- 박정훈, 행정소송의 구조와 기능, 박영사